# Sc Heerenveen in het seizoen 2022/23 (vrouwen)
Het seizoen 2022/2023 was het 16e jaar in het bestaan van de Heerenveense vrouwenvoetbalclub sc Heerenveen. De club kwam uit in de Eredivisie en eindigde op de achtste plaats. In het toernooi om de KNVB beker reikte de ploeg tot de kwartfinale. Hierin was ADO Den Haag te sterk met 2–0.

## Selectie en technische staf

### Selectie
| Nr.             | Nat.               | Naam                | Competitie  | Competitie  | Beker       | Beker       | Totaal      | Totaal      | Seizoen bij Sc Heerenveen | Vorige club         | Contract     |             |             |             |             |             |             |
| Nr.             | Nat.               | Naam                | W           | Goal        | W           | Goal        | W           | Goal        | Seizoen bij Sc Heerenveen | Vorige club         | Contract     |             |             |             |             |             |             |
| Doelvrouwen     | Doelvrouwen        | Doelvrouwen         | Doelvrouwen | Doelvrouwen | Doelvrouwen | Doelvrouwen | Doelvrouwen | Doelvrouwen | Doelvrouwen               | Doelvrouwen         | Doelvrouwen  | Doelvrouwen | Doelvrouwen | Doelvrouwen | Doelvrouwen | Doelvrouwen | Doelvrouwen |
| --------------- | ------------------ | ------------------- | ----------- | ----------- | ----------- | ----------- | ----------- | ----------- | ------------------------- | ------------------- | ------------ | ----------- | ----------- | ----------- | ----------- | ----------- | ----------- |
| 1               | Vlag van Nederland | Jasmijn Resink      | 20          | 0           | 1           | 0           | 21          | 0           | 1e                        | Excelsior Rotterdam | 30 juni 2024 |             |             |             |             |             |             |
| 13              | Vlag van Nederland | Ilse van Rheenen    | 0           | 0           | 0           | 0           | 0           | 0           | 2e                        | Jeugd               | 30 juni 2024 |             |             |             |             |             |             |
| Verdedigsters   |                    |                     |             |             |             |             |             |             |                           |                     |              |             |             |             |             |             |             |
| 3               | Vlag van Nederland | Fenna Meijer        | 16          | 0           | 1           | 0           | 17          | 0           | 2e                        | Jeugd               | 30 juni 2024 |             |             |             |             |             |             |
| 5               | Vlag van Nederland | Merel Bormans       | 19          | 3           | 0           | 0           | 19          | 3           | 2e                        | Jeugd               | 30 juni 2024 |             |             |             |             |             |             |
| 12              | Vlag van Nederland | Dewi Snippe         | 17          | 0           | 1           | 0           | 18          | 0           | 1e                        | Jeugd               | 30 juni 2024 |             |             |             |             |             |             |
| 22              | Vlag van Nederland | Iris Teijema        | 20          | 0           | 1           | 0           | 21          | 0           | 2e                        | Jeugd               | 30 juni 2024 |             |             |             |             |             |             |
| 31              | Vlag van Nederland | Danisha Theocharis  | 16          | 0           | 0           | 0           | 16          | 0           | 1e                        | Jeugd               | 30 juni 2024 |             |             |             |             |             |             |
| 27              | Vlag van Nederland | Jip Kappetein       | 4           | 0           | 1           | 1           | 4           | 1           | 1e                        | Jeugd               | Contractloos |             |             |             |             |             |             |
| 28              | Vlag van Nederland | Eva Bruijnes        | 3           | 0           | 0           | 0           | 3           | 0           | 1e                        | Jeugd               | Contractloos |             |             |             |             |             |             |
| Middenveldsters |                    |                     |             |             |             |             |             |             |                           |                     |              |             |             |             |             |             |             |
| 2               | Vlag van Nederland | Nina Nijstad        | 19          | 3           | 2           | 3           | 21          | 6           | 3e                        | Jeugd               | 30 juni 2023 |             |             |             |             |             |             |
| 6               | Vlag van Nederland | Anna Ruiter         | 11          | 0           | 1           | 0           | 12          | 0           | 1e                        | VV Alkmaar          | 30 juni 2023 |             |             |             |             |             |             |
| 14              | Vlag van Nederland | Elize van Vilsteren | 10          | 0           | 0           | 0           | 10          | 0           | 3e                        | Jeugd               | 30 juni 2024 |             |             |             |             |             |             |
| 15              | Vlag van Nederland | Sanne de Goede      | 5           | 0           | 0           | 0           | 5           | 0           | 2e                        | Jeugd               | 30 juni 2023 |             |             |             |             |             |             |
| 20              | Vlag van Nederland | Anouk de Groot      | 4           | 0           | 0           | 0           | 4           | 0           | 1e                        | Jeugd               | Contractloos |             |             |             |             |             |             |
| 21              | Vlag van Nederland | Nayomi Buikema      | 19          | 1           | 2           | 1           | 21          | 2           | 3e                        | Jeugd               | 30 juni 2023 |             |             |             |             |             |             |
| 27              | Vlag van Nederland | Amelie Hoendermis   | 10          | 0           | 0           | 0           | 10          | 0           | 1e                        | Jeugd               | Contractloos |             |             |             |             |             |             |
| 30              | Vlag van Nederland | Roos de Haas        | 19          | 2           | 0           | 0           | 19          | 2           | 1e                        | Jeugd               | 30 juni 2024 |             |             |             |             |             |             |
| 36              | Vlag van Nederland | Bernice Thurkow     | 5           | 0           | 0           | 0           | 5           | 0           | 1e                        | Jeugd               | Contractloos |             |             |             |             |             |             |
| ?               | Vlag van Nederland | Minke Lalkens       | 0           | 0           | 0           | 0           | 0           | 0           | 2e                        | Jeugd               | 30 juni 2024 |             |             |             |             |             |             |
| ?               | Vlag van Nederland | Dayna Schra         | 0           | 0           | 0           | 0           | 0           | 0           | 1e                        | Jeugd               | Contractloos |             |             |             |             |             |             |
| Aanvalsters     |                    |                     |             |             |             |             |             |             |                           |                     |              |             |             |             |             |             |             |
| 11              | Vlag van Nederland | Janneke Ennema      | 20          | 10          | 0           | 0           | 20          | 10          | 2e                        | Jeugd               | 30 juni 2024 |             |             |             |             |             |             |
| 17              | Vlag van Nederland | Esther Makken       | 16          | 0           | 0           | 0           | 16          | 0           | 2e                        | Jeugd               | 30 juni 2023 |             |             |             |             |             |             |
| 18              | Vlag van Nederland | Jet van Beijeren    | 18          | 4           | 0           | 0           | 18          | 4           | 2e                        | Jeugd               | 30 juni 2024 |             |             |             |             |             |             |
| 29              | Vlag van Nederland | Lyanne Iedema       | 11          | 0           | 0           | 0           | 11          | 0           | 1e                        | Jeugd               | 30 juni 2024 |             |             |             |             |             |             |
| 39              | Vlag van Nederland | Demi Werther        | 8           | 0           | 0           | 0           | 8           | 0           | 1e                        | Jeugd               | 30 juni 2024 |             |             |             |             |             |             |
| Nr.             | Nat.               | Naam                | W           | Goal        | W           | Goal        | W           | Goal        | Seizoen bij Sc Heerenveen | Vorige club         | Contract     |             |             |             |             |             |             |
| Nr.             | Nat.               | Naam                | Competitie  | Competitie  | Beker       | Beker       | Totaal      | Totaal      | Seizoen bij Sc Heerenveen | Vorige club         | Contract     |             |             |             |             |             |             |

### Legenda
| # | Reden                                          |
| - | ---------------------------------------------- |
|   | Heeft de club in het lopende seizoen verlaten. |

### Technische staf
| Naam           | Functie      |
| -------------- | ------------ |
| Hans Schrijver | Hoofdtrainer |

## Wedstrijdstatistieken

### Eredivisie
|       | ADO Den Haag | Ajax  | VV Alkmaar | Excelsior | Feyenoord | Fortuna Sittard | PEC Zwolle | PSV   | Telstar | FC Twente |
| ----- | ------------ | ----- | ---------- | --------- | --------- | --------------- | ---------- | ----- | ------- | --------- |
| Thuis | 0 – 5        | 2 – 5 | 2 – 2      | 1 – 0     | 1 – 0     | 1 – 3           | 1 – 2      | 0 – 2 | 4 – 1   | 0 – 9     |
| Uit   | 3 – 0        | 7 – 0 | 1 – 3      | 0 – 2     | 1 – 2     | 5 – 1           | 2 – 0      | 1 – 0 | 0 – 4   | 7 – 0     |

| Speelronde 1                                                                        | PSV | 1 – 0 (0 – 0)    | sc Heerenveen                                                                                                   | Opstelling sc Heerenveen |
| 16 september 2022 Aanvangstijd: 19.30 uur Plaats: Eindhoven PSV Campus De Herdgang  | Jeslynn Kuijpers 53' Inessa Kaagman 75'                                                                | Wedstrijdverslag | 80' Nina Nijstad                                                                                                | Resink, Snippe, Meijer, Bormans, Teijema , Makken ( 85' De Goede), Buikema, Nijstad ( 90+1' Hoendermis), Van Vilsteren, Ennema, Van Beijeren                                                |
| Speelronde 2                                                                        | Sc Heerenveen                                                                                          | 2 – 2 (0 – 0)    | VV Alkmaar | Opstelling sc Heerenveen |
| 23 september 2022 Aanvangstijd: 19.30 uur Plaats: Heerenveen Sportpark Skoatterwald | Nina Nijstad 51' Roos de Haas 90'                                                                      | Wedstrijdverslag | 75', 89' Judith Roosjen                                                                                         | Resink, Snippe ( 46' Theocharis) ( 78' De Groot), Meijer ( 78' Ruiter), Bormans, Teijema , Makken, Buikema, Nijstad, Van Vilsteren, Ennema, Van Beijeren ( 46' De Haas)                     |
| Speelronde 3                                                                        | Ajax                                                                                                   | 7 – 0 (3 – 0)    | sc Heerenveen                                                                                                   | Opstelling sc Heerenveen |
| 2 oktober 2022 Aanvangstijd: 12.15 uur Plaats: Amsterdam Sportpark De Toekomst      | Tiny Hoekstra 26', 36', 76' Sherida Spitse 38' Victoria Pelova 57' Nikita Tromp 73' Romée Leuchter 89' | Wedstrijdverslag | | Resink, Snippe ( 66' Werther), Meijer, Bormans, Teijema, Theocharis ( 46' De Groot), Makken, Nijstad ( 66' De Goede), Van Vilsteren, Ennema ( 65' Van Beijeren), De Haas ( 76' Hoendermis)  |
| Speelronde 4                                                                        | sc Heerenveen                                                                                          | 0 – 9 (0 – 4)    | FC Twente | Opstelling sc Heerenveen |
| 16 oktober 2022 Aanvangstijd: 12.15 uur Plaats: Heerenveen Sportpark Skoatterwald   | | Wedstrijdverslag | 14', 61' Kalma 28' Olislagers 30', 49', 52' Kayleigh van Dooren 45' Marit Auée 63' Elena Dhont 85' Fieke Kroese | Resink, Theocharis ( 64' Snippe), Van Vilsteren, Bormans, Teijema, Makken, Buikema, Nijstad, Ennema, De Haas ( 81' Hoendermis), Van Beijeren ( 64' Bruijnes)                                |
| Speelronde 5                                                                        | Telstar                                                                                                | 0 – 4 (0 – 1)    | Sc Heerenveen                                                                                                   | Opstelling sc Heerenveen |
| 21 oktober 2022 Aanvangstijd: 19.30 uur Plaats: Velsen-Zuid 711 Stadion             | | Wedstrijdverslag | 13' Merel Bormans 47', 60' Janneke Ennema 77' Jet van Beijeren                                                  | Resink, Theocharis ( 65' Bruijnes), Van Vilsteren, Bormans, Teijema ( 74' Snippe), Makken ( 64' Ruiter), Buikema, Nijstad, Ennema, De Haas ( 84' De Goede), Van Beijeren ( 84' Kappetein)   |
| Speelronde 6                                                                        | Fortuna Sittard                                                                                        | 5 – 1 (2 – 0)    | sc Heerenveen                                                                                                   | Opstelling sc Heerenveen |
| 28 oktober 2022 Aanvangstijd: 19.30 uur Plaats: Sittard Fortuna Sittard Stadion     | Moïsa van Koot 37' Tessa Wullaert 44' Jarne Teulings 46' Dana Foederer 60' Hanna Huizenga 74'          | Wedstrijdverslag | 48' Nina Nijstad 90' Janneke Ennema                                                                             | Resink, Theocharis ( 68' Bruijnes) ( 72' Ruiter), Van Vilsteren, Bormans, Teijema, Makken ( 68' Snippe), Buikema, Nijstad, Ennema, De Haas, Van Beijeren ( 46' Kappetein)                   |
| Speelronde 7                                                                        | sc Heerenveen                                                                                          | 1 – 2 (0 – 0)    | PEC Zwolle | Opstelling sc Heerenveen |
| 4 november 2022 Aanvangstijd: 19.30 uur Plaats: Heerenveen Sportpark Skoatterwald   | Merel Bormans 90+4' 71'                                                                                |                  | 52' Evi Maatman 82' Leonie Vliek                                                                                | Resink, Theocharis ( 69' Van Beijeren), Van Vilsteren, Bormans, Teijema, Makken ( 69' Meijer), Buikema, Nijstad, Ruiter, Ennema, De Haas ( 69' Hoendermis)                                  |
| Speelronde 8                                                                        | sc Heerenveen                                                                                          | 1 – 0 (0 – 0)    | Feyenoord | Opstelling sc Heerenveen |
| 20 november 2022 Aanvangstijd: 12.15 uur Plaats: Heerenveen Sportpark Skoatterwald  | Nina Nijstad 66'                                                                                       | Wedstrijdverslag | | Resink, Theocharis ( 75' Werther), Van Vilsteren, Bormans, Teijema, Makken, Buikema, Nijstad, Ruiter, Ennema, Van Beijeren ( 75' De Haas)                                                   |
| Speelronde 9                                                                        | ADO Den Haag                                                                                           | 3 – 0 (2 – 0)    | sc Heerenveen                                                                                                   | Opstelling sc Heerenveen |
| 25 november 2022 Aanvangstijd: 19.30 uur Plaats: Den Haag Bingoal Stadion           | Daniëlle Noordermeer 20' Manon van Raay 29', 47' 90'                                                   | Wedstrijdverslag | 57' Merel Bormans                                                                                               | Resink, Theocharis ( 59' Werther), Van Vilsteren, Bormans ( 73' Meijer), Teijema, Makken ( 59' Hoendermis), Buikema, Nijstad ( 90+1' De Goede), Ruiter, Ennema, Van Beijeren ( 59' De Haas) |
| Speelronde 11                                                                       | sc Heerenveen                                                                                          | 1 – 0 (0 – 0)    | Excelsior Rotterdam                                                                                             | Opstelling sc Heerenveen |
| 24 januari 2023 Aanvangstijd: 19.30 uur Plaats: Heerenveen Sportpark Skoatterwald   | Janneke Ennema 2' Merel Bormans 27'                                                                    |                  | 56' Katelyn Hendriks 90+1' Kleine                                                                               | Resink, Snippe, Meijer, Bormans, Teijema, Buikema, Nijstad, De Haas ( 83' Theocharis), Iedema ( 70' Makken), Ennema, Van Beijeren ( 70' Hoendermis)                                         |
| Speelronde 13                                                                       | FC Twente                                                                                              | 7 – 0 (5 – 0)    | \|sc Heerenveen                                                                                                 | Opstelling sc Heerenveen |
| 27 januari 2023 Aanvangstijd: 19.30 uur Plaats: Enschede Sportpark Het Diekman      | Fenna Kalma 14', 17', 19' Marisa Olislagers 28' Renate Jansen 31' Naomi Pattiwael 78' Bente Jansen 84' | Wedstrijdverslag | | Resink, Snippe, Meijer, Bormans, Teijema ( 65' Iedema), Buikema, Makken ( 82' Kappetein), Hoendermis ( 46' Thurkow), De Goede ( 46' Theocharis), Ennema, De Groot ( 65' Nijstad)            |
| Speelronde 12                                                                       | VV Alkmaar                                                                                             | 1 – 3 (1 – 1)    | sc Heerenveen                                                                                                   | Opstelling sc Heerenveen |
| 31 januari 2023 Aanvangstijd: 20.00 uur Plaats: Alkmaar Sportpark Robonsbosweg      | Kim Remijnse 38'                                                                                       | Wedstrijdverslag | 6' (e.d.) Robin Blom 22' Lyanne Iedema 54' Janneke Ennema 58' Nina Nijstad 73' (pen) Nayomi Buikema             | Resink, Snippe, Meijer, Bormans, Teijema, Buikema, De Haas ( 90+2' Hoendermis), Nijstad, Iedema ( 46' Makken), Ennema, Van Beijeren                                                         |
| Speelronde 14                                                                       | sc Heerenveen                                                                                          | 1 – 3 (1 – 3)    | Fortuna Sittard                                                                                                 | Opstelling sc Heerenveen |
| 3 februari 2023 Aanvangstijd: 19.30 uur Plaats: Heerenveen Sportpark Skoatterwald   | Roos de Haas 18' Nina Nijstad 29'                                                                      | Wedstrijdverslag | 28' Tessa Wullaert 34' Charlotte Hulst 43' Féli Delacauw 76' Isabelle Iliano                                    | Resink, Snippe, Meijer, Bormans, Teijema, De Haas ( 65' Makken), Buikema, Nijstad ( 82' Hoendermis), Iedema ( 74' Theocharis), Ennema, Van Beijeren ( 65' Thurkow)                          |
| Speelronde 15                                                                       | Feyenoord                                                                                              | 1 – 2 (0 – 0)    | sc Heerenveen                                                                                                   | Opstelling sc Heerenveen |
| 10 februari 2023 Aanvangstijd: 19.30 uur Plaats: Rotterdam Sportcomplex Varkenoord  | Zoï van de Ven 47' Annouk Boshuizen 85'                                                                | Wedstrijdverslag | 53' Jet van Beijeren 57' Janneke Ennema                                                                         | Resink, Snippe, Meijer, Bormans, Teijema, De Haas ( 90' Theocharis), Buikema, Nijstad, Iedema ( 90' Makken), Ennema ( 85' Thurkow), Van Beijeren                                            |
| Speelronde 16                                                                       | sc Heerenveen                                                                                          | 0 – 5 (0 – 3)    | ADO Den Haag | Opstelling Sc Heerenveen |
| 3 maart 2023 Aanvangstijd: 19.30 uur Plaats: Heerenveen Sportpark Skoatterwald      | Nina Nijstad 64'                                                                                       | Wedstrijdverslag | 6' Vanessa Susanna Jaimy Ravensbergen 42' Chloé Vande Velde 57' Manon van Raay 77', 85' Liz Rijsbergen          | Resink, Snippe, Meijer, Bormans, Teijema, Makken ( 74' Werther), Buikema, Nijstad, Iedema ( 62' Kappetein), Ennema, Thurkow ( 46' Theocharis)                                               |
| Speelronde 18                                                                       | PEC Zwolle                                                                                             | 2 – 0 (1 – 0)    | sc Heerenveen                                                                                                   | Opstelling sc Heerenveen |
| 24 maart 2023 Aanvangstijd: 19.30 uur Plaats: Zwolle Sportpark Be Quick '28         | Evi Maatman 2' Danique Noordman 57'                                                                    | Wedstrijdverslag | 55' Roos de Haas 89' Merel Bormans                                                                              | Resink, Snippe, Meijer, Bormans, Teijema, De Haas ( 79' Makken), Buikema, Ruiter, Iedema ( 46' Werther), Ennema, Jet van Beijeren ( 79' Hoendermis)                                         |
| Speelronde 19                                                                       | sc Heerenveen                                                                                          | 2 – 5 (2 – 1)    | Ajax | Opstelling sc Heerenveen |
| 31 maart 2023 Aanvangstijd: 19.30 uur Plaats: Heerenveen Abe Lenstra Stadion        | Janneke Ennema 1' 38' Jet van Beijeren 9' Merel Bormans 16' Nina Nijstad 69'                           | Wedstrijdverslag | 31' Ashleigh Weerden 49' Lisa Doorn 60' Rosa van Gool 65' Sherida Spitse 80' Eshly Bakker 90+2' Elisha Kruize   | Resink, Snippe, Meijer, Bormans, Teijema, De Haas ( 22' Ruiter), Buikema, Nijstad, Iedema ( 76' Hoendermis), Ennema, Jet van Beijeren ( 76' Thurkow)                                        |
| Speelronde 20                                                                       | Sc Heerenveen                                                                                          | 4 – 1 (2 – 0)    | Telstar | Opstelling sc Heerenveen |
| 21 april 2023 Aanvangstijd: 19.30 uur Plaats: Heerenveen Sportpark Skoatterwald     | Jet van Beijeren 1' Janneke Ennema 10', 52' Nina Nijstad 90+1'                                         | Wedstrijdverslag | 2' Annemiek Kruijthof 6' Chelly Drost 14' Puck Donker Samya Hassani 74'                                         | Resink, Snippe, Meijer, Werther, Teijema, Ruiter, Buikema, Nijstad, Iedema ( 78' Theocharis), Ennema, Jet van Beijeren                                                                      |
| Speelronde 21                                                                       | Excelsior Rotterdam                                                                                    | 0 – 2 (0 – 1)    | sc Heerenveen                                                                                                   | Opstelling sc Heerenveen |
| 30 april 2023 Aanvangstijd: 14.00 uur Plaats: Rotterdam Van Donge & De Roo Stadion  | | Wedstrijdverslag | 11' Merel Bormans 82' Janneke Ennema                                                                            | Resink, Snippe, Meijer, Bormans, Teijema ( 83' Ruiter), Werther ( 67' Van Vilsteren), Buikema, Nijstad, Iedema ( 58' De Haas), Ennema, Jet van Beijeren                                     |
| Speelronde 22                                                                       | sc Heerenveen                                                                                          | 0 – 2 (0 – 1)    | PSV | Opstelling sc Heerenveen |
| 7 mei 2023 Aanvangstijd: 14.30 uur Plaats: Heerenveen Sportpark Skoatterwald        | | Wedstrijdverslag | 10' 28' Siri Worm 62' Esmee Brugts                                                                              | Resink, Snippe ( 68' Werther), Meijer, Bormans, Teijema ( 68' Ruiter), De Haas ( 55' Van Vilsteren), Buikema, Nijstad, Iedema ( 55' Theocharis), Ennema, Jet van Beijeren                   |

### KNVB beker
| Achtste finale                                                               | RKSV De Tukkers                                 | 0 – 8 (0 – 2) | sc Heerenveen | Opstelling sc Heerenveen |
| 25 februari 2023 Aanvangstijd: 18.00 uur Plaats: Albergen Sportpark Loarkamp |                                                 |               | 19', 82' (pen.), 90' Nina Nijstad 35' (e.d.) Anne Visschedijk 47' Esther Makken 55', 75' Janneke Ennema 79' Jip Kappetein | Resink, Theocharis ( 68' Werther), Meijer, Bormans, Teijema ( 86' De Goede), De Haas ( 68' Kappetein), Nijstad, Buikema, Makken ( 82' De Groot), Van Beijeren ( 82' Thurkow), Ennema |
| Kwartfinale                                                                  | ADO Den Haag                                    | 2 – 0 (2 – 0) | sc Heerenveen | Opstelling sc Heerenveen |
| 19 maart 2023 Aanvangstijd: 13.00 uur Plaats: Den Haag Bingoal Stadion       | Liz Rijsbergen 8', 40' Daniëlle Noordermeer 69' |               | 55' Fenna Meijer 63' Anna Ruiter 69' Janneke Ennema 81' Iris Teijema                                                      | Resink, Snippe, Meijer, Bormans, Teijema, De Haas ( 71' Thurkow), Nijstad, Buikema, Werther ( 53' Ruiter), Van Beijeren, Ennema                                                      |

## Statistieken sc Heerenveen 2022/2023

### Eindstand sc Heerenveen in de Nederlandse Eredivisie Vrouwen 2022 / 2023
| Stand | Gespeeld | Gewonnen | Gelijk | Verloren | Punten | Doelpunten voor | Doelpunten tegen | Gele kaarten | Rode kaarten |
| ----- | -------- | -------- | ------ | -------- | ------ | --------------- | ---------------- | ------------ | ------------ |
| 8e    | 20       | 7        | 1      | 12       | 22     | 24              | 56               | 13           | 1            |

### Topscorers
| #              | Naam                    | Goal |
| -------------- | ----------------------- | ---- |
| 1.             | Janneke Ennema          | 10   |
| 2.             | Jet van Beijeren        | 4    |
| 3.             | Merel Bormans           | 3    |
| 3.             | Nina Nijstad            | 3    |
| 5.             | Roos de Haas            | 2    |
| 6.             | Nayomi Buikema          | 1    |
| Eigen doelpunt |                         |      |
| 1.             | Robin Blom (VV Alkmaar) | 1    |
| Totaal         | Totaal                  | 24   |

| #              | Naam                          | Goal |
| -------------- | ----------------------------- | ---- |
| 1.             | Nina Nijstad                  | 3    |
| 2.             | Janneke Ennema                | 2    |
| 3.             | Esther Makken                 | 1    |
| 3.             | Jip Kappetein                 | 1    |
| Eigen doelpunt |                               |      |
| 1.             | Anne Visschedijk (De Tukkers) | 1    |
| Totaal         | Totaal                        | 8    |

### Kaarten
| #      | Naam           | Kreeg geel |
| ------ | -------------- | ---------- |
| 1.     | Nina Nijstad   | 6          |
| 2.     | Merel Bormans  | 4          |
| 3.     | Janneke Ennema | 1          |
| 3.     | Roos de Haas   | 1          |
| 3.     | Lyanne Iedema  | 1          |
| Totaal | Totaal         | 13         |

| #      | Naam           | Kreeg voor de tweede keer geel en dus rood |
| ------ | -------------- | ------------------------------------------ |
| –      | Geen speelster | 0                                          |
| Totaal | Totaal         | 0                                          |

| #      | Naam          | Weggestuurd |
| ------ | ------------- | ----------- |
| 1.     | Merel Bormans | 1           |
| Totaal | Totaal        | 1           |